# 美霞洞温泉
美霞洞温泉（みかどおんせん）は、香川県仲多度郡まんのう町（旧国讃岐国）にある山あいの温泉。

## 泉質
- 単純硫化水素泉（温度が低いために浴用加熱を実施）

## 温泉地
古くから知られるいで湯であるが、交通アクセスが良くなく、湯量が豊富でないために温泉地として開発されなかった。現在は、道の駅ことなみに併設されたエピアみかどというレストハウス（レストラン・浴用施設を併設した観光施設）が源泉から引湯を行っている。

## 歴史
平賀源内の著書である「物類品隲」に記載があり、誌面に火傷に効くことを記していることは有名である。事実、源内は宝暦12年に行われた江戸の薬品会で、この鉱泉水を火傷の妙薬として出品したという。今日では源内ゆかりの湯として盛んに喧伝されているが、平安時代末期に平家の落人が傷を癒したという伝説も伝わっており、1000年以上前からいで湯として使われていたとされる。

## アクセス
- 自動車：琴平町から国道438号を南下。徳島県からは徳島自動車道美馬ICから国道438号を北上、三頭トンネルを抜けてすぐ。